# Taglabunga
Taglabunga är en kulle i republiken Island. Den ligger i regionen Norðurland eystra, 290 km nordost om huvudstaden Reykjavík. Toppen på Taglabunga är 670 meter över havet.
Trakten runt Taglabunga är nära nog obefolkad, med mindre än två invånare per kvadratkilometer. Det finns inga samhällen i närheten. Trakten runt Taglabunga består i huvudsak av gräsmarker.